# Spingi, Invoca, Ali
Spingi, Invoca, Ali è un album del cantante Scialpi pubblicato nel 2003 dalla Universo e composto interamente da brani inediti. 
È stato anticipato dai singoli Sono quel ragazzo e Pregherò, imparerò, salverò. Il titolo Spingi, Invoca, Ali è l'anagramma del nome Giovanni Scialpi.

## Tracce
1. Mi libererò
2. Muoviti un po'
3. Cuore batti cuore
4. Pregherò, imparerò, salverò
5. Sono quel ragazzo
6. È una lacrima che cade
7. Tempesta
8. Dentro di me
9. Never let you go